# Ein Frühling
Ein Frühling ist ein Roman von Wilhelm Raabe, der von 1856 bis 1857 entstand und im Sommer 1857 in der Deutschen Reichs-Zeitung erschien. Die Buchausgabe kam im selben Jahr bei Vieweg in Braunschweig heraus.
Der Roman handelt in einem Frühling der 1850er-Jahre über knapp zwei Monate hinweg in Berlin. Die Liebe von Klara und Georg wird auf die Probe gestellt.

## Inhalt
Die 19-jährige Klara Aldeck wurde als die Tochter des Organisten zu St. Gereon geboren. Als 5-Jährige verlor sie die Mutter und verwaiste als 12-Jährige. Nachdem die Tante verstorben war, arbeitete das schöne Mädchen als Putzmacherin für ein großes Geschäft in der Königsstraße. Beschützt wird Klara von dem Naturforscher Privatdozent Dr. Justus Ostermeier, einem 65-jährigen Junggesellen. In Klaras Nachbarschaft wohnt der Mediziner Dr. Hagen. In der Dachstube des Mietshauses liegt eine Frau im Sterben, die den Arzt verlassen hatte.
Dr. Ostermeier fördert auch noch den jungen Philologen Georg Leiding. Klara lernt in Dr. Ostermeiers Wohnung Georg und dessen blinde Schwester Eugenie kennen. Die Geschwister sind verwaist und verarmt. Georg und Klara verloben sich.
Unmittelbar nach ihrem Auftritt im Opernhaus trifft die berühmte Sängerin Alida den Arzt Dr. Hagen. Die junge Künstlerin  gesteht ihm, sie liebe ihren Jugendfreund Georg Leiding. Auf seinen Reisen war Dr. Hagen dem jungen Mädchen vor Jahren in der Via Maligna in Rom begegnet. Alida – eigentlich Lida Meyer – kennt Georg und Eugenie von ihrem Pflegevater Professor Leiding her. Die gefeierte Sängerin, während der Gastspielreisen quer durch Europa vereinsamt, ist unglücklich. Dr. Hagen will sich Alida annehmen wie einer Tochter, weil sie jener Sterbenden in der Dachkammer gleicht.
Georg ist sich seiner Liebe zu Klara sicher. Er glaubt nicht, dass Klara ihn und Eugenie so vergessen könnte, wie Alida ihre Stiefgeschwister vergessen hat. Nachdem Alida die Geschwister aufgesucht hat, ist Eugenie allerdings entsetzt. Sie fleht den Bruder an, Klara nicht zu verlassen. Klara spürt rasch, Georg hat sie nicht mehr lieb. Als Klara im Dom zu St. Gereon ohnmächtig wird, lässt sie der einstige Minister von Hagenheim in sein Palais bringen. Der Adlige hat die Frau und alle drei Kinder verloren. Klara soll die Stelle der verstorbenen Tochter einnehmen. Georg weiß, er hat die Krankheit Klaras verschuldet. Eugenie begibt sich ins Palais und beteiligt sich an der Krankenpflege.
Dr. Hagen – so ergibt sich, ist in Wirklichkeit Graf Richard von Hagenheim, einer der beiden Söhne des alten Ministers. Der Graf eröffnet Alida, die Sterbende in der Dachkammer sei ihre Mutter Angela Viti. Er habe die schöne Tänzerin Angela in Italien geliebt. Richards älterer Bruder Walter, seinerzeit vom erzürnten Vater ausgeschickt, war – wie Richard – der kapriziösen, herrschsüchtigen Tänzerin Angela verfallen und hatte mit ihr Alida gezeugt. Während eines Streites der Brüder um Angela war Walter zu Tode gekommen. Der Exminister hatte daraufhin Richard verstoßen. Später hatte der pensionierte Minister die einzige Tochter durch Krankheit verloren.
Kurz nachdem Richard von Hagenheim, Alida und Georg die Dachkammer betreten haben, stirbt die Tänzerin Angela. Richard versöhnt sich mit dem Vater und geht mit Alida nach Italien. Während sich Klara von der Ohnmacht erholt, nähert sich ihr Georg behutsam.

## Form
Der Erzähler nennt „diese Frühlingsgeschichte“ „verworrene Historien“, bezeichnet sich als „Biograph Klärchen Aldecks“ und gesteht im dritten der siebenundzwanzig Kapitel offenherzig: „Ob ich sie [Klärchen] selbst wohl einmal ‚unter die Haube‘ bringen werde? – Ich weiß es nicht. Das aber weiß ich, daß es mir noch viel Mühe und Not kosten wird, ehe ich den Wildfang in dieses Büchlein eingesperrt habe!“

## Zitat
- Raabe verspottet sich und die Revolutionäre, wenn sich der Erzähler des Jahres 1848 erinnert, „wo wir so anmutig gegen die Mauer rannten“.[7]

## Selbstzeugnisse
- In einem Brief vom 3. April 1873 nennt Raabe den Roman „ein Gequadder“.[A 1][8]
- Am 7. August 1908 räumt Raabe ein, seine beiden Verbesserungsversuche anno 1869 und auch 1903 hätten den Text leider nicht retten können.[9]

## Rezeption
- Levin Schücking äußert 1858, die Figuren erscheinen harmlos bis ins Kindische hinein.[10]
- Hermann Marggraff drückt am 25. Oktober 1860 oben genannte Beobachtung vorsichtiger, doch ebenso unmissverständlich aus: Raabe schlage „häufig zu weiche Töne“ an.[11]
- Vieweg nimmt Raabes nächstes Werk – „Die Kinder von Finkenrode“ – nicht an, weil vom „Frühling“ Ende Juli 1858 noch nicht einmal hundert Exemplare verkauft worden waren.[12]
- Das lineare Zeitkontinuum im Roman sei Dickens abgelauscht.[13] Fuld verreißt[14] den Roman als schwülstig, sentimental und harmonisierend bis ins Verlogene.[15]
- Auch Fulds vernichtendes Urteil aus dem Jahr 1993 weist darauf hin, seit der zweiten Hälfte des 19. Jahrhunderts hat sich der Rezipienten-Geschmack unübersehbar gewandelt. So favorisierte Jensen noch anno 1872[16] den „Frühling“ vor dem „Dräumling“.[17]
- Meyen[18] zählt bis 1958 vierzehn Besprechungen auf.

## Ausgaben

### Erstausgabe
- „Ein Frühling. Von Jakob Corvinus, Verfasser der ‚Chronik der Sperlingsgasse‘“ 428 Seiten. Vieweg, Braunschweig 1857[19]

### Verwendete Ausgabe
- Ein Frühling. Erste Fassung. S. 173–433. Mit einem Anhang, verfasst von Max Carstenn und Karl Hoppe, S. 475–509 in Karl Hoppe (Bearb.), Max Carstenn (Bearb.): Die Chronik der Sperlingsgasse. Ein Frühling. Vandenhoeck & Ruprecht, Göttingen 1980. Bd. 1 (2. Aufl., besorgt von Jörn Dräger), ISBN 3-525-20103-6 in Karl Hoppe (Hrsg.), Jost Schillemeit (Hrsg.), Hans Oppermann (Hrsg.), Kurt Schreinert (Hrsg.): Wilhelm Raabe. Sämtliche Werke. Braunschweiger Ausgabe. 24 Bde.

### Weitere Ausgaben
Meyen gibt neun Ausgaben an.

## Anmerkung
1. ↑  quaddern: quasseln, schwatzen.